# 中田良弘
中田 良弘（なかだ よしひろ、1959年4月8日 - ）は、神奈川県横浜市出身の元プロ野球選手（投手、右投右打）・監督、野球解説者。

## 経歴

### プロ入り前
横浜市立平楽中学校から横浜高校に進学。1年秋は2番手投手ながら県大会準優勝で関東大会でも救援登板したが1回戦で敗退。その後はエースとして同期の佐野クリストとバッテリーを組み、1976年秋季県大会準決勝に進むが、東海大相模高に敗退。翌1977年夏の県大会でも、準々決勝で法政二高に敗れ、甲子園には出場できなかった。1年下のチームメートに遊撃手の吉田博之がいた。
卒業後は亜細亜大学に進んだが1年で中退。日産自動車に在籍していた先輩から誘われて入社。高卒時にも日産から誘いがあったが、亜大のセレクションに参加したところ矢野祐弘総監督が惚れ込んで進学することとなるも部の体質に馴染めずに中退したという。1979年には藤田康夫、名取和彦に次ぐ三番手投手として都市対抗に出場。準決勝に進み熊谷組に敗退するがこの試合で都市対抗初登板を果たす。翌1980年はエースとして都市対抗予選で好投し注目された。同年は東芝の補強選手として都市対抗に出場。
1980年のドラフト会議で阪神から1位指名を受け、契約金4,000万円・年俸360万円で入団した。

### 阪神時代
1981年から主に中継ぎとして起用され、同年は38試合に登板。1981年7月21日から1985年8月11日まで18連勝を挙げた。1985年には開幕当初は中継ぎだったが先発が崩れた後に登板し試合を作っていたのを評価され6月からは先発陣の一角として起用され開幕9連勝(中継ぎで3勝先発で6勝)。同年はリッチ・ゲイルに次ぐチーム2位の12勝を記録し、21年ぶりのリーグ優勝に貢献した。同年の西武ライオンズとの日本シリーズで球団史上初の日本一に輝く。しかし中田は第3戦に先発したものの、早々と打ち込まれ敗戦投手となり大きな活躍はできなかった。6月27日には中日戦(ナゴヤ球場)で鈴木孝政から通算で唯一の本塁打を打っている。
1986年0勝1敗、1987年0勝2敗、1988年、1989年はいずれも0勝1敗と1軍では全く勝てなかった。中田は後に「もう、これはちょっとやばいかなって感じでしたよね。クビになるんじゃないかってね。どこかが痛くなっても、痛いなんて、それこそ絶対言えなくなっていたし……」と語っている。
プロ10年目の1990年にカットボールを習得したことが功を奏して再起し、45登板、10勝7敗6セーブ、防御率3.51の成績を残した。開幕は2軍で迎えたが、5月中旬に1軍昇格して、5月27日の中日戦（甲子園）でプロ1年目の1981年以来のセーブをマーク。6月2日のヤクルト戦（甲子園）では3番手で登板し、1985年9月10日大洋戦（横浜）以来の白星をつかんだ。 野田浩司の代役としてオールスターゲームにも出場した。
1994年、戦力外通告を受ける。現役続行を希望し、横浜、日本ハムの2球団からのオファーもあったが横浜はテストでの誘いで「テストを受けてまではやりたくなかった」、日本ハムはそりが合わなかったコーチの存在があったとのことで、また阪神の中田で終わった方がいいとの妻からの助言もあって2球団ともオファーを断り、現役を引退した。

### 現役引退後
その後はサンテレビジョン・ABCラジオ（2010年からはテレビも）野球解説者、デイリースポーツ野球評論家を務める一方、プロ野球マスターズリーグに2001年の発足時から参加し、大阪ロマンズに投手として所属した。
2008年9月、関西独立リーグ・神戸9クルーズの監督に就任。女子初のプロ野球選手である吉田えりの獲得を球団に働きかけた。
2009年シーズン前期、チームを2位に導いたが、球団との間に意見の対立があり、後期開幕直後の7月29日に監督を解任された。これは経営難の球団側がイベントなどに選手を参加させてスポンサーを確保しようとしたのに対し、中田はNPBへ選手を送り込むために練習を優先する方針であったため。
2012年の1シーズン、四国アイランドリーグplus・徳島インディゴソックスで投手アドバイザリーコーチを務めた。コーチ在任時の球団ゼネラルマネージャーは神戸9クルーズ執行役員常務を務めた竹下正造であった。
2023年7月28日、兵庫県西宮市にピッチング教室「NAKADA28 STADIUM」を開いた。

## 選手としての特徴
140km/h台の直球とカットボールなどの多彩な変化球を持ち味とした。高い球威や制球力があるというわけではなく、球質も軽めだったが、投球のテンポがよく野手に守備の負担をかけない投手であった。
甘いマスクで、俳優のジョン・トラボルタに因んで「ジョン」の愛称で親しまれた。

## 詳細情報

### 年度別投手成績
| 年 度      | 球 団      | 登 板 | 先 発 | 完 投 | 完 封 | 無 四 球 | 勝 利 | 敗 戦 | セ 丨 ブ | ホ 丨 ル ド | 勝 率 | 打 者 | 投 球 回 | 被 安 打 | 被 本 塁 打 | 与 四 球 | 敬 遠 | 与 死 球 | 奪 三 振 | 暴 投 | ボ 丨 ク | 失 点 | 自 責 点 | 防 御 率 | W H I P |
| ---------- | ---------- | ----- | ----- | ----- | ----- | -------- | ----- | ----- | -------- | ----------- | ----- | ----- | -------- | -------- | ----------- | -------- | ----- | -------- | -------- | ----- | -------- | ----- | -------- | -------- | ------- |
| 1981       | 阪神       | 38    | 4     | 1     | 0     | 0        | 6     | 5     | 8        | --          | .545  | 360   | 84.2     | 84       | 10          | 23       | 6     | 0        | 67       | 2     | 1        | 40    | 32       | 3.30     | 1.26    |
| 1982       | 阪神       | 1     | 0     | 0     | 0     | 0        | 1     | 0     | 0        | --          | 1.000 | 14    | 4.0      | 1        | 0           | 0        | 0     | 1        | 4        | 0     | 0        | 0     | 0        | 0.00     | 0.25    |
| 1983       | 阪神       | 18    | 0     | 0     | 0     | 0        | 0     | 0     | 0        | --          | ----  | 116   | 24.2     | 28       | 6           | 17       | 1     | 1        | 16       | 1     | 0        | 21    | 21       | 7.66     | 1.82    |
| 1984       | 阪神       | 30    | 0     | 0     | 0     | 0        | 4     | 0     | 0        | --          | 1.000 | 209   | 47.2     | 59       | 7           | 17       | 0     | 0        | 23       | 2     | 0        | 28    | 25       | 4.72     | 1.59    |
| 1985       | 阪神       | 31    | 16    | 4     | 1     | 0        | 12    | 5     | 0        | --          | .706  | 539   | 123.1    | 143      | 26          | 38       | 1     | 5        | 47       | 2     | 0        | 67    | 58       | 4.23     | 1.47    |
| 1986       | 阪神       | 7     | 5     | 0     | 0     | 0        | 0     | 1     | 0        | --          | .000  | 95    | 21.2     | 23       | 4           | 9        | 1     | 0        | 11       | 0     | 0        | 16    | 12       | 4.98     | 1.48    |
| 1987       | 阪神       | 7     | 3     | 0     | 0     | 0        | 0     | 2     | 0        | --          | .000  | 61    | 11.2     | 25       | 2           | 2        | 0     | 0        | 11       | 0     | 0        | 14    | 14       | 10.80    | 2.31    |
| 1988       | 阪神       | 11    | 1     | 0     | 0     | 0        | 0     | 1     | 0        | --          | .000  | 62    | 10.1     | 24       | 3           | 5        | 0     | 2        | 10       | 0     | 0        | 21    | 20       | 17.42    | 2.81    |
| 1989       | 阪神       | 8     | 1     | 0     | 0     | 0        | 0     | 1     | 0        | --          | .000  | 59    | 13.1     | 14       | 1           | 7        | 2     | 1        | 13       | 1     | 0        | 4     | 4        | 2.70     | 1.58    |
| 1990       | 阪神       | 45    | 1     | 0     | 0     | 0        | 10    | 7     | 6        | --          | .588  | 348   | 82.0     | 73       | 5           | 30       | 8     | 3        | 58       | 0     | 0        | 37    | 32       | 3.51     | 1.26    |
| 1991       | 阪神       | 14    | 0     | 0     | 0     | 0        | 0     | 1     | 0        | --          | .000  | 92    | 19.0     | 28       | 6           | 8        | 1     | 2        | 20       | 0     | 0        | 19    | 17       | 8.05     | 1.90    |
| 1992       | 阪神       | 1     | 0     | 0     | 0     | 0        | 0     | 0     | 0        | --          | ----  | 10    | 2.0      | 3        | 0           | 1        | 0     | 0        | 0        | 0     | 0        | 2     | 1        | 4.50     | 2.00    |
| 1993       | 阪神       | 13    | 0     | 0     | 0     | 0        | 0     | 0     | 0        | --          | ----  | 70    | 17.0     | 15       | 1           | 5        | 0     | 1        | 13       | 0     | 0        | 7     | 7        | 3.71     | 1.18    |
| 1994       | 阪神       | 2     | 0     | 0     | 0     | 0        | 0     | 0     | 0        | --          | ----  | 15    | 3.0      | 4        | 0           | 0        | 0     | 1        | 2        | 0     | 0        | 2     | 1        | 3.00     | 1.33    |
| 通算：14年 | 通算：14年 | 226   | 31    | 5     | 1     | 0        | 33    | 23    | 14       | --          | .589  | 2050  | 464.1    | 524      | 71          | 162      | 20    | 17       | 295      | 8     | 1        | 278   | 244      | 4.73     | 1.48    |

### 記録
- 初登板：1981年4月8日、対広島東洋カープ2回戦（広島市民球場）、5回裏から2番手で救援登板、2回2失点（自責点0）
- 初先発登板・初完投：1981年4月11日、対読売ジャイアンツ2回戦（阪神甲子園球場）、9回1失点で敗戦投手[10]
- 初勝利・初先発勝利：1981年5月4日、対読売ジャイアンツ6回戦（後楽園球場）、5回2/3を4失点
- 初セーブ：1981年6月2日、対広島東洋カープ6回戦（広島市民球場）、10回裏に3番手で救援登板・完了、1回無失点
- 初完投勝利：1985年6月21日、対横浜大洋ホエールズ10回戦（横浜スタジアム）、9回1失点
- 初本塁打：1985年6月27日、対中日ドラゴンズ13回戦（ナゴヤ球場）、7回表に鈴木孝政から2ラン
- 初完封：1985年8月28日、対広島東洋カープ19回戦（阪神甲子園球場）
- オールスターゲーム出場：1回 （1990年）

### 背番号
- 28 （1981年 - 1994年、2009年）